# Лобанов, Александр Васильевич

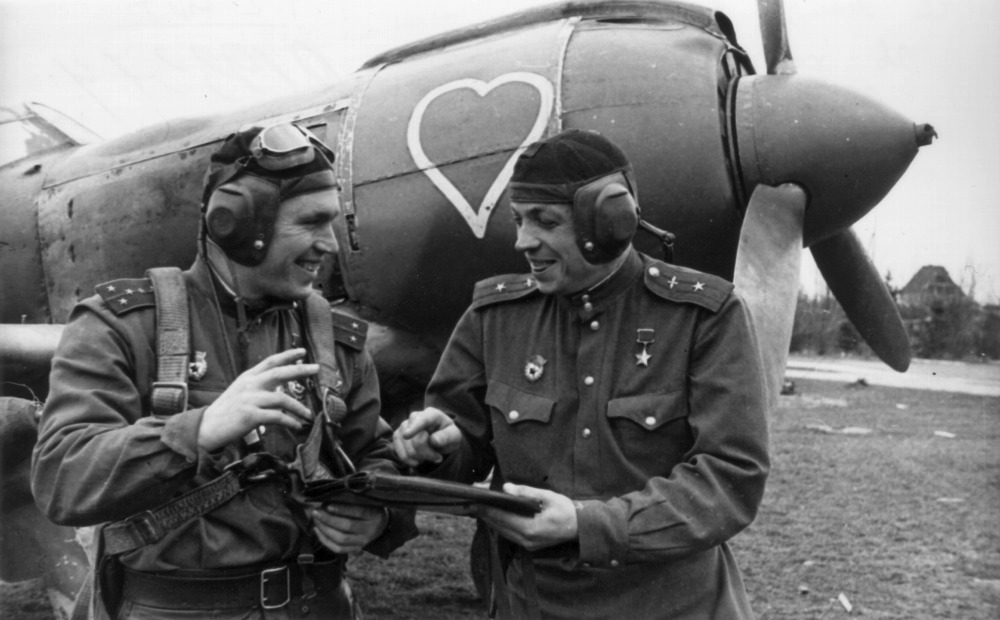
Лобанов (слева) и майор Александр Георгиевич Павлов беседуют возле истребителя Ла-5ФН.

Александр Васильевич Лобанов (28 апреля 1917, станция Карамышево, Псковский уезд, Псковская губерния — 4 октября 1986, Минск) — лётчик-ас, заместитель командира эскадрильи 41-го гвардейского истребительного авиационного полка 8-й гвардейской истребительной авиационной дивизии 5-го истребительного авиационного корпуса 2-й воздушной армии Воронежского фронта, гвардии старший лейтенант, участник Великой Отечественной войны, Герой Советского Союза (1943).

## Биография
Александр Лобанов родился 28 апреля 1917 года на станции Карамышево (ныне — Псковский район Псковской области). В 1925 году переехал в Минск, где окончил неполную среднюю школу и школу фабрично-заводского ученичества, после чего работал слесарем, токарем. Параллельно с работой занимался в аэроклубе. В 1938 году Лобанов был призван на службу в Рабоче-крестьянскую Красную Армию. В том же году он окончил Борисоглебскую военную авиационную школу пилотов. С августа 1941 года — на фронтах Великой Отечественной войны. Летал в паре с Героем Советского Союза Михаилом Семенцовым.
К июлю 1943 года гвардии старший лейтенант Александр Лобанов был заместителем командира эскадрильи 41-го гвардейского истребительного авиаполка 8-й гвардейской истребительной авиадивизии 5-го истребительного авиакорпуса 2-й воздушной армии Воронежского фронта. К тому времени он совершил 376 боевых вылетов, принял участие в 52 воздушных боях, сбив 11 вражеских самолётов лично и ещё 12 — в составе группы, в результате штурмовок уничтожил 12 бронемашин, 15 танков, более 100 автомашин.
Указом Президиума Верховного Совета СССР от 28 сентября 1943 года за «образцовое выполнение боевых заданий командования на фронте борьбы с немецкими захватчиками и проявленные при этом мужество и героизм» гвардии старший лейтенант Александр Лобанов был удостоен высокого звания Героя Советского Союза с вручением ордена Ленина и медали «Золотая Звезда» за номером 2651.
Всего за время войны Лобанов выполнил более 600 боевых вылетов, в воздушных боях сбил 24 самолёта противника и 8 в группе.
После окончания войны Лобанов продолжил службу в Советской Армии. В 1949 году окончил Высшие офицерские лётно-тактические курсы. В 1953 году в звании подполковника Лобанов был уволен в запас. Проживал и работал в Минске. Умер 4 октября 1986 года.
Был также награждён тремя орденами Красного Знамени, орденами Александра Невского, Отечественной войны 1-й степени и Трудового Красного Знамени, рядом медалей.